# Kerri Strug
Kerri Strug (* 19. November 1977 in Tucson, Arizona) ist eine ehemalige US-amerikanische Turnerin. Bekanntheit erlangte sie vor allem durch ihren letzten Auftritt bei der Mannschaftsentscheidung der Olympischen Spiele 1996 in Atlanta. Obwohl sie sich bei ihrem ersten Sprung verletzte, führte sie einen zweiten aus, um ihrer Mannschaft den Olympiasieg zu sichern. Es war das erste Mal, dass die amerikanische Mannschaft bei Olympischen Spielen Gold gewinnen konnte.

## Leben
Kerri Strug wuchs als jüngstes von drei Geschwistern in Tucson auf. Zum Turnen kam sie durch ihre acht Jahre ältere Schwester, die an Wettkämpfen teilnahm. Sie trainierte zunächst in Tucson, wechselte im Alter von dreizehn Jahren dann aber nach Houston zum Trainer Béla Károlyi. In Houston lebte sie bei verschiedenen Gastfamilien und trainierte acht Stunden pro Tag an sechs bis sieben Tagen in der Woche.

### Sportliche Erfolge
Mit 14 Jahren war Strug die jüngste US-Amerikanerin, die an den Olympischen Spielen 1992 in Barcelona teilnahm. Mit der Mannschaft gewann sie eine Bronzemedaille, verpasste jedoch die Teilnahme am Mehrkampffinale knapp. Es dürfen nie mehr als drei Turnerinnen einer Nation an einem Einzelfinale teilnehmen und Strug war in der Qualifikation 0,014 Punkte schlechter als die drittbeste Amerikanerin.
Béla Károlyi beendete nach den Olympischen Spielen seine Trainerkarriere. Strug trainierte in der Folgezeit unter verschiedenen anderen Trainern und hatte mit unterschiedlichen Verletzungen zu kämpfen. Im Oktober 1994 entschied Károlyi sich wieder zu trainieren und Strug kehrte Ende 1995 zu ihm zurück. In der Zwischenzeit war sie mit der amerikanischen Mannschaft 1994 in Dortmund Vizeweltmeisterin geworden. Bei den Weltmeisterschaften 1995 konnte sie mit der Mannschaft Bronze gewinnen.
Strug qualifizierte sich auch für die Olympischen Spiele 1996 in Atlanta. Beim Mannschaftsfinale war das letzte Gerät der Amerikanerinnen der Sprung. Die 18-Jährige trat als letzte Turnerin an. Zuvor hatte Shannon Miller die Landung ihres Sprungs durch einen kleinen Hüpfer korrigieren müssen und auch Dominique Moceanu war bei der Landung beider Sprünge gestürzt. Strug verletzte sich bei der Landung ihres erstens Sprungs am Knöchel. Sie erhielt dennoch 9,162 Punkte. Verletzt fragte sie ihren Trainer, ob ein zweiter Sprung notwendig sei, was dieser bejahte. Strug humpelte bereits vor dem Sprung. Nach der Landung ihres zweiten Sprungs stand die 1,45 Meter kleine und 40 Kilogramm leichte Athletin kurz auf einem Bein, bevor sie zusammenbrach und sich auf allen vieren von der Matte bewegte. Für diesen zweiten Versuch erhielt sie 9,712 Punkte. Rechnerisch waren zu diesem Zeitpunkt 9,493 Punkte nötig, um die Goldmedaille zu sichern, so dass Kerri Strug durch ihren Sprung die Goldmedaille sicherte. Erst nach dem Sprung von Strug turnte die letzte russische Athletin Rosalija Galijewa und erhielt so wenige Punkte, dass der zweite Sprung von Kerri Strug nicht mehr nötig gewesen wäre. Zum Zeitpunkt des Sprunges von Kerri Strug war aber mit dem schlechten Ergebnis von Galijewa nicht zu rechnen und so schien zu diesem Zeitpunkt der zweite Sprung von Kerri Strug unbedingt nötig.
Zur Siegerehrung musste sie von ihrem Trainer Károlyi getragen werden. Die Fernsehübertragung des Mehrkampffinales hatte in den USA 99 Millionen Zuschauer und die NBC nutzte Strugs Verletzung für eine dramatische Inszenierung des Wettkampfs.
Zwar wollte Strug zwei Tage später am Mehrkampffinale teilnehmen, doch sie konnte aufgrund ihrer schweren Verstauchung nicht einmal einen Flickflack springen und musste auf einen Start verzichten. Auch konnte Strug aufgrund ihrer Verletzung weder am Sprung- noch am Bodenfinale teilnehmen.

### Nach der aktiven Zeit
Nach den Olympischen Spielen 1996 beendete Strug ihre Karriere. Sie ging nicht mit ihren Mannschaftskolleginnen auf eine ausgedehnte Tour durch die Vereinigten Staaten, sondern begann an der University of California in Los Angeles zu studieren. Außerdem veröffentlichte sie ein Jahr nach den Olympischen Spielen ein Kinderbuch und eine Autobiographie und trat in einer Turnshow mit Bart Conner, Nadia Comăneci und Jair Lynch auf.
Nach dem Abschluss ihres Studiums in Stanford mit einem Master unterrichtete Strug ein Jahr lang in einer Grundschule in San José. Ihre weitere berufliche Laufbahn führte sie nach Washington, D.C., wo sie zunächst im Weißen Haus beim Presidential Student Correspondence Service arbeitete, bevor sie beim Finanzministerium tätig war. Mittlerweile arbeitet Strug für ein Präventionsprogramm des amerikanischen Justizministeriums gegen Jugendkriminalität.
Während ihrer Zeit am College begann Strug mit dem Laufen und hat seither an mehreren Marathons teilgenommen.
Im April 2010 heiratete Strug ihren Lebensgefährten, einen Anwalt. Im März 2012 wurden sie Eltern eines Sohnes, im Juni 2014 einer Tochter.